# Ламбертсон, Глен
Глен Ламбертсон (англ. Glen Lambertson) — американский физик, специалист в области физики ускорителей.
Обучался в Университете Колорадо (бакалавр, 1948), далее в Беркли (магистр, 1951). В дальнейшем на протяжении более 40 лет работал в Национальной лаборатории имени Лоуренса в Беркли. По приглашению также работал в ЦЕРН (1993), Брукхейвенской национальной лаборатории (1995), SLAC (1995-98).
В самом начале своей карьеры занимался разработкой медленного резонансного вывода пучка протонов из 6 ГэВ ускорителя Беватрон на стационарную мишень. Был одним из членов команды, опубликовавшей открытие антинейтрона в 1956 году.
Разрабатывал систему стохастического охлаждения для протон-антипротонного коллайдера Тэватрон, и элементы диагностики пучка для него, такие как Шоттки-пикап. Был руководителем работ по изучению пучковых неустойчивостей и разработке систем обратных связей в электронном синхротроне Advanced Light Source, а в дальнейшем и для электрон-позитронного коллайдера PEP-II.
Участвовал в предварительной проработке неосуществлённого проекта адронного коллайдера на сверхвысокую энергию VLHC.
Обладатель ряда патентов на элементы систем выпуска пучка, в том числе на септум-магнит с железным ножом (т.н. магнит Ламбертсона).
Читал лекции на ряде международных школ по ускорительной физике (USPAS, CAS). Член Американского физического общества.
В 2006 году получил Премию Уилсона за развитие систем обратной связи для коллайдеров.

## Некоторые публикации
- Bruce Cork, Glen R. Lambertson, Oreste Piccioni, and William A. Wenzel. Anti-neutrons Produced From Anti-protons in Charge Exchange Collisions // Physical Review : статья. — APS, 1956. — 15 ноября (т. 104). — С. 1193. — doi:10.1103/PhysRev.104.1193.
- Rafael Armenteros, Charles A. Coombes, Bruce Cork, Glen R. Lambertson, and W. A. Wenzel. Antiproton-Proton Cross Sections at 1.0, 1.25, and 2.0 Bev // Physical Review : статья. — APS, 1960. — 15 сентября (т. 119). — С. 2068. — doi:10.1103/PhysRev.119.2068.
- Glen R. Lambertson. Dynamic devices—pickups and kickers // AIP Conf. Proc.. — AIP Publishing, 1987. — Т. 153. — С. 1413–1442.